# زجان (قرية)
زجان هي قرية في مديرية بني حشيش بمحافظة صنعاء، اليمن. تقع شمال حصن ذي مرمر التاريخي. 

## التاريخ
وصف الكاتب القرن العاشر الهمداني زجان بأنها مصدر للمياه التي وصلت في النهاية إلى الجوف. 